# Aligot alaample
L'aligot alaample (Buteo platypterus) és una espècie d'ocell de la família dels accipítrids (Accipitridae). Habita boscos poc densos d'Amèrica, al sud del Canadà des d'Alberta cap a l'est fins Nova Brunswick i Nova Escòcia, i cap al sud per l'est dels Estats Units, Cuba i Puerto Rico. Passa l'hivern al sud de Mèxic, Amèrica Central i del Sud fins a Bolívia i sud del Brasil. El seu estat de conservació es considera de risc mínim.